# 高明寺
高明寺，又名“高明讲寺”，又称幽溪道场、净名寺，位于浙江省天台县东北。天台宗祖庭，汉族地区佛教全国重点寺院之一。

## 简介
该寺为智者大师创建，当称幽溪道场，寺院为三轴十三院，依山而建。宋朝真宗大中祥符元年（1008年），改名净名寺。后几经兴废，于明万历十四年（1586年），传燈大师驻山，重兴高明讲寺，立幽溪讲堂，复兴天台宗。
山门及大雄宝殿，系康有为题额。高明寺四周古迹众多。寺东南清凉桥旁，有明玉禅师笔冢。智者大师题崖的“幽溪”两字亦可见到。